# Mickey Petralia
Mickey Petralia je americký hudební producent a zvukový inženýr. Během své kariéry spolupracoval s mnoha hudebníky, mezi které patří John Cale, Kate Miller-Heidke, Beck nebo skupiny Linkin Park, The Dandy Warhols a Rage Against the Machine. V roce 2010 se podílel na životopisném filmu o dívčí rockové skupiny The Runaways nazvaném The Runaways; představil se zde v cameo roli výkonného producenta.